# Matines
Pour l’article ayant un titre homophone, voir Mateen.
Ne pas confondre avec les vigiles urbains, service de sécurité de la Rome antique.
Dans l'Église catholique d'Occident, l'office de matines ou des vigiles  est la première prière du cursus de l'office divin, destiné à sanctifier le temps de la nuit. Il est caractérisé par une psalmodie prolongée (récitation de psaumes alternés), entrecoupée de lectures longues et du chant de répons destinés à l'intériorisation des lectures.

## Historique
« Frère Jacques, Frère Jacques, dormez-vous, dormez-vous, sonnez les matines, sonnez les matines, ding, daing, dong, ding, daing, dong. »

— Jean-Philippe Rameau, chanson Frère Jacques, XVIIIe siècle

### Origine
L'origine des matines n'était autre que la pratique des chrétiens dans les premiers siècles. Souvent persécutés, ils ne célébraient, en se cachant, que les vigiles du samedi soir. Cette célébration se terminait aux premières heures du dimanche avec le sacrement de l'Eucharistie. Puis, cette seule célébration évolue, se divisant en vêpres, matines, laudes et messe, qui restent les célébrations les plus importantes du catholicisme.    
L'office de matines est donc célébré dans la nuit. Saint Benoît de Nursie trouve un texte convenable dans le psaume 119 (118), 62, afin de le justifier : « Au milieu de la nuit, je me levais pour te célébrer. »
Pour se rendre plus rapidement à l'office des vigiles, les moines de certains ordres dorment tout habillés et la tête enfouie sous le capuce, ce qui en outre leur permet de se protéger du froid.

### Au XXesiècle
Le concile Vatican II a si profondément reformé la liturgie des Heures (constitution Sacrosanctum concilium chapitre 88) que l'office des matines devint une célébration sans obligation de louange nocturne. Aussi, à la différence de la tradition, peut-il être célébré quelle que soit l'heure dans la journée. Il se constitue essentiellement de la lecture des psaumes qui s'accompagnent de textes saints plus étendus, raison pour laquelle il s'appelle office des Lectures. La constitution admet encore la célébration chorale (chapitre 89C). Cette constitution autorise les monastères qui gardent la tradition de célébrer les matines au soir ou à l'aube.

## Caractéristique
Dans la tradition, les matines se distinguent, au début, de l'invitatoire (invitatorium en latin), qui invite littérairement les fidèles à venir adorer Dieu. D'où, l'antienne de l'invitatoire se compose d'un verset variable suivi du texte propre Venite, adoremus. L'exécution s'effectue en alternance entre cette antienne et toujours le psaume 94 Venite, exsultemus Domino.

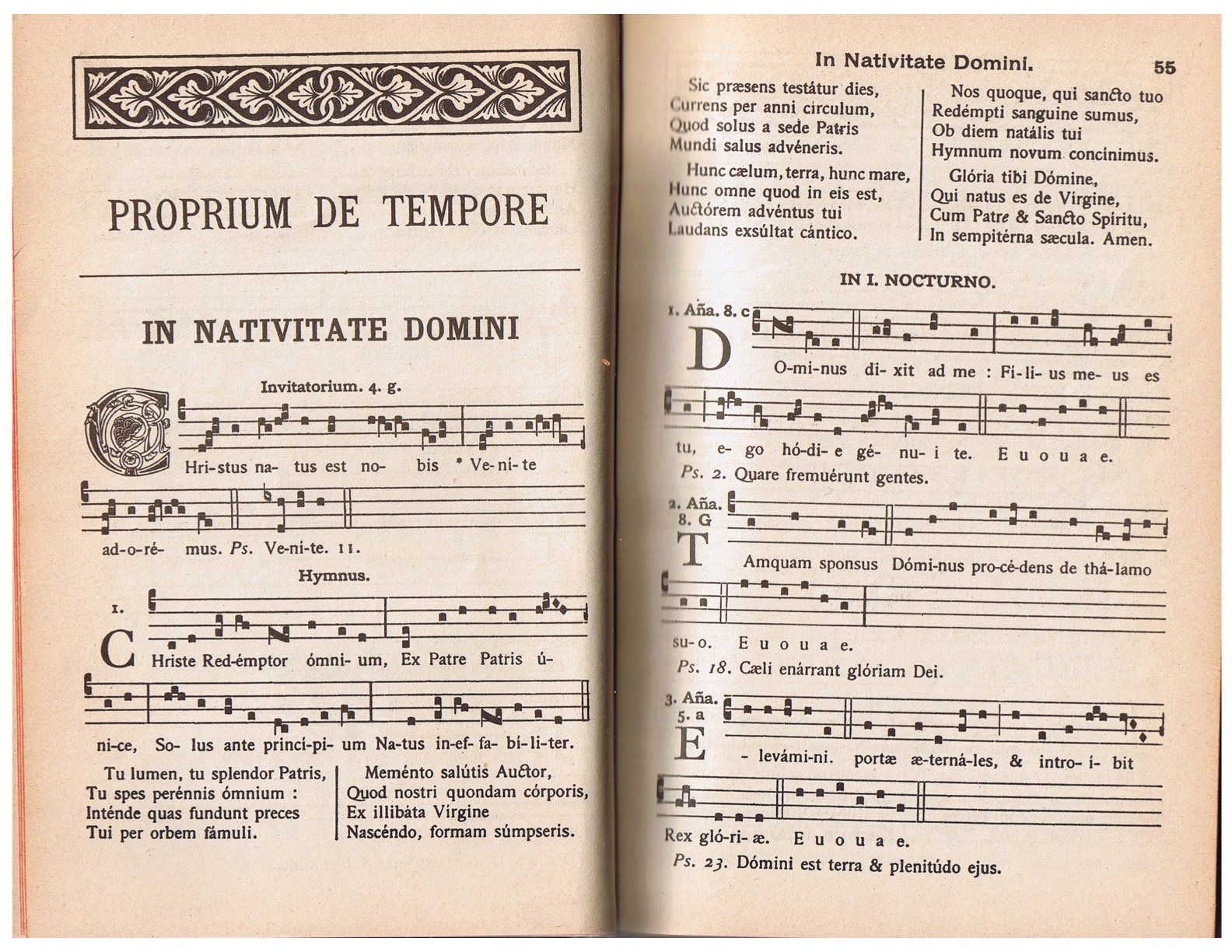
L'office des matines se commence avec l'invitatoire (Liber Responsorialis de Solesmes 1895).

## Sens de la célébration dans la nuit par Abélard
Par synecdoque, on appelle aussi matines un livre d'heures (livre de piété de la fin du Moyen Âge) et/ou une laque.

« La plupart des hymnes portent ces indications. Quand, par exemple, il est dit : « La nuit, levons-nous et veillons toutes ; » et ailleurs : « Nous coupons la nuit par un chant ; [»] ou : « Nous nous levons pour confesser ta gloire, et nous coupons les longueurs de la nuit ; » et ailleurs : « La nuit couvre toutes les nuances des choses de la terre ; » ou : «  Nous nous levons de notre lit pendant le calme de la nuit ; » et encore : « Nous rompons les longueurs de la nuit par un chant ;  » et autres chants semblables, les hymnes témoignent assez d'elles-mêmes qu'elles sont des hymnes de nuit. De même, les hymnes du matin portent souvent l'indication du moment spécial où elles doivent être chantées. Par exemple, quand il est dit : « Voici que l'ombre de la nuit commence à s'affaiblir » et ailleurs : « Voici que se lève le jour doré ; » on bien : « L'aurore commence à éclairer le ciel » ou : « L'éclat de l'aurore resplendit ; [»] et ailleurs : « L'orient avant-coureur du jour chante la prochaine apparition de la lumière ; » ou : « Lucifer brille dans tout l'éclat de son lever ; » par ces mots et d'autres de même nature, les hymnes nous apprennent à quels moments elles doivent se chanter ; lors donc que nous n'observons pas ces moments, nous les faisons mentir en les chantant. »

— Lettre que Pierre Abélard écrivit à Héloïse, en tant que réponse

## Dans le rite anglican
À la suite de la fondation de l'église anglicane, une simplification des offices fut effectuée au XVIe siècle. En Angleterre, le même office était destiné tant à la paroisse qu'au monastère. En outre, un seul office de matin, Morning Prayer (Prière de matin), fut créé à la base des matines catholiques, en intégrant quelques éléments de prime.

## Dans le rite byzantin
Dans le rite byzantin, l'office de matines, aussi appelé Orthros, est, avec les vêpres, le plus important de la journée. Il se chante à des heures variables après minuit, idéalement avant le début du jour. En cas de grande fête (saint particulièrement vénéré ou commémoration d'un événement de la vie du Christ ou de la Mère de Dieu) l'office des matines est réuni à celui de vêpres dans ce que l'on appelle des Vigiles nocturnes : cet office particulièrement long est célébré à partir d'une heure tardive dans la soirée, et peut durer jusqu'au matin en fonction du style de chant utilisé.
L'office de matines se compose, au niveau élémentaire, de l'hexapsalme, du chant de l'apolytikion du jour précédé de Le Seigneur est Dieu, de lectures du psautier, de plusieurs chants liés à ces lectures appelés cathismes poétiques, de la lecture du psaume 50 du chant du canon, de la lecture des laudes et de la Grande Doxologie, du chant des apostiches et du congé. Diverses ecténies sont dites par le diacre tout au long de l'office.

### Ordo festif
En fonction de la solennité du jour indiquée dans le ménée l'office peut s'enrichir du chant des laudes et de la Grande Doxologie ; voire de l'ajout du polyéléos et d'une lecture de l'évangile et de chants qui l'accompagnent.

### En Carême
Pendant le Carême, au lieu du chant Le Seigneur est Dieu au début de l'office, on chante l'Alléluia suivi d'hymnes triadiques. Le congé comporte la prière de saint Éphrem, Seigneur et Maître de ma vie.